# شهرك غودبند (بهمئي غرمسيري الجنوبي)
شهرك غودبند (بالفارسية: شهرک گودبند) هي قرية تقع في إيران في قسم بهمئي غرمسیري الجنوبي الريفي. يقدر عدد سكانها بـ 85 نسمة بحسب إحصاء 2016.